# Чернышёв, Игорь Владимирович
Игорь Владимирович Чернышев (род. 21 октября 1935, Москва) — советский и российский учёный-геохимик, академик Российской академии наук (2011).

## Биография
Родился 21 октября 1935 года в Москве. Его родители — геологи.
В 1958 году окончил геологический факультет Московского государственного университета (кафедре геохимии). В 1971 году защитил кандидатскую диссертацию, в 1989 году — докторскую.
По окончании университета работал во Всесоюзном научно-исследовательском институте Минерального сырья (ВИМС). С 1962 года работает в Институте геологии рудных месторождений, петрографии, минералогии и геохимии (ИГЕМ) РАН в лаборатории абсолютного возраста геологических формаций (лаборатории изотопной геохимии и геохронологии).
В разное время работал в лабораториях изотопно-геологических исследований в Германии (Мюнстр, Майнц), Австралии (Канберра, Сидней).
Член-корреспондент РАН (избран в 1997), в 2011 году был избран действительным членом РАН (Отделение наук о Земле).

## Область научных интересов
Геохронология вулканических пород, изотопная геохимия. И. В. Чернышевым были разработаны вопросы хронологии и длительности процессов рудообразования, развиты методы изотопного анализа, позволившие повысить точность определения времени геологических процессов.

## Награды и премии
- Премия имени А. П. Виноградова (2017) — за серию работ под общим названием «Изотопные U-Pb и Pb-Pb системы: геохронология и источники вещества рудных месторождений»
- Премия имени С. С. Смирнова (совместно с В. Н. Голубевым, А. В. Чугаевым, за 2018 год) — за серию работ под общим тематическим названием «Геохронология месторождений золота и урана Забайкалья и Южного Верхонья»
- Почётная грамота Президента Российской Федерации (5 февраля 2024 года) — за заслуги в развитии отечественной науки, многолетнюю плодотворную деятельность и в связи с 300-летием со дня основания Российской академии наук[2]

## Публикации
Автор более 260 научных работ, включая 4 монографии, среди них:
- Чернышев И. В., Чугаев А. В., Сафонов Ю. Г. и др. Изотопный состав свинца по данным высокоточного MS ICP MS-метода и источники вещества крупномасштабного благороднометального месторождения Сухой Лог (Россия)// Геология рудных месторождений. 2009. Т. 51. — № 6.
- Чугаев А. В., Чернышев И. В., Сафонов Ю. Г. и др. Свинцово-изотопные характеристики сульфидов крупных месторождений золота Байкало-Патомского нагорья (Россия) по данным высокоточного изотопного MS ICP MS-анализа свинца // Доклады РАН. — 2010. — Т. 434. — № 5.